# Besnik Fetai
Besnik Fetai (mac. Бесник Фетаи, ur. 5 lutego 1967 w Bogowińem) – północnomacedoński polityk i ekonomista pochodzenia albańskiego, w latach 2000–2002 minister gospodarki.

## Życiorys
W 1990 roku ukończył studia na Uniwersytecie w Prisztinie, a w 2000 roku obronił pracę magisterską. Pracował jako księgowy w kilku przedsiębiorstwach w Tetowie, a w latach 1997–1998 był doradcą burmistrza Tetowa do spraw ekonomicznych. Od 28 lipca 2000 do 1 listopada 2002 pełnił funkcję ministra gospodarki.